# Guadasuar
Guadasuar (en valenciano y oficialmente Guadassuar) es un municipio de la Comunidad Valenciana, España, perteneciente a la provincia de Valencia, en la comarca de la Ribera Alta.

## Geografía
Integrado en la comarca de Ribera Alta, se sitúa a 38 kilómetros de Valencia. El término municipal está atravesado por la autovía del Mediterráneo (A-7) y por la carretera autonómica CV-50, que se dirige hacia Alcira y La Alcudia, además de por carreteras locales que conectan con Alginet (CV-522), Algemesí (CV-523) y Alcira (CV-544).
El término es regado por la Acequia Real del Júcar y por el río Magro. La superficie del término es llana y apenas se eleva por su parte suroeste, donde se superan los 300 m. El terreno es de naturaleza arcillosa, formado por los sedimentos que han dejado los aluviones de los ríos Magro y Júcar. La altitud oscila entre los 313 m al oeste, en el límite con Tous, y los 20 m a orillas del río Magro. El pueblo se alza a 23 m sobre el nivel del mar.

### Localidades limítrofes
|             | Norte: La Alcudia,Carlet y Alginet | Noreste: Algemesí |
| Oeste: Tous |                                    |                   |
|             | Sur: Masalavés, Benimodo           | Sureste: Alcira   |

## Historia
Existen diversas opiniones sobre la toponimia del lugar; principalmente dos: una que lo hace derivar de los nombres árabes wadi asuad que significa "río negro" y, otra, de wadi suar, "la parte más llana del río", bastante creíble. En 1242, con motivo de la rendición de Alzira, Guadasuar, como propiedad de aquella, pasa a la órbita cristiana con la condición de que fueran respetadas sus costumbres, lengua y religión, circunstancia que explica que el lugar no figure en el Libro del Repartimiento de Valencia (Llibre del Repartiment). De todas maneras, los continuos problemas con los cristianos se tradujo en una emigración de los musulmanes hacia otras poblaciones y su total ocupación por cristianos (sentencia de Jaime I de 1246), lo que obligó a repoblarla, en 1270, con 39 cristianos llegados de Cataluña, Aragón y Navarra, principalmente. Perteneció siempre a la Corona, bajo la jurisdicción de Alcira hasta 1581, año en el que Felipe II de España, por privilegio de 22 de diciembre, le concedíó la independencia municipal con el título de "Real Universidad". Durante las Germanías sufrió diversos saqueos.
Según Cavanilles, en 1795 producía arroz, seda, trigo, maíz, vino, aceite y hortalizas. Hoy continúa siendo una villa agrícola, dedicada al cultivo de los cítricos y caquis, además de los cultivos residuales de secano, como el olivo y el algarrobo.

## Demografía
Guadasuar cuenta con una población de 5992 habitantes (INE 2024).
| Gráfica de evolución demográfica de Guadasuar entre 1842 y 2021                                                     |
| |
| Población de derecho según los censos de población del INE Población de hecho según los censos de población del INE |

## Economía

### Agricultura
El suelo cultivado es casi en su totalidad terreno de regadío con agua de la Acequia Real del Júcar y sus pozos. En él se colectan naranjas, frutales como kakis, melocotones, ciruelos y albaricoques. Hortalizas como cacahuetes, trigo y maíz. El cultivo arrocero tuvo cierta importancia en el pasado pero hoy está casi nulo por completo. El escaso terreno de secano se dedica a la vid, algarrobos, almendros y olivos.

### Ganadería
Había ganadería lanar, vacuna, porcina y uso de granjas propias del mundo rural hasta breve tiempo. Actualmente, destaca la explotación de ganado bovino para la producción de leche, de ganado porcino y de otros tipos de ganado bovino y búfalos, contando con 1 empresa para la producción de cada uno de estas.

## Administración y política
| Periodo   | Nombre | Partido                |
| --------- | --- | ---------------------- |

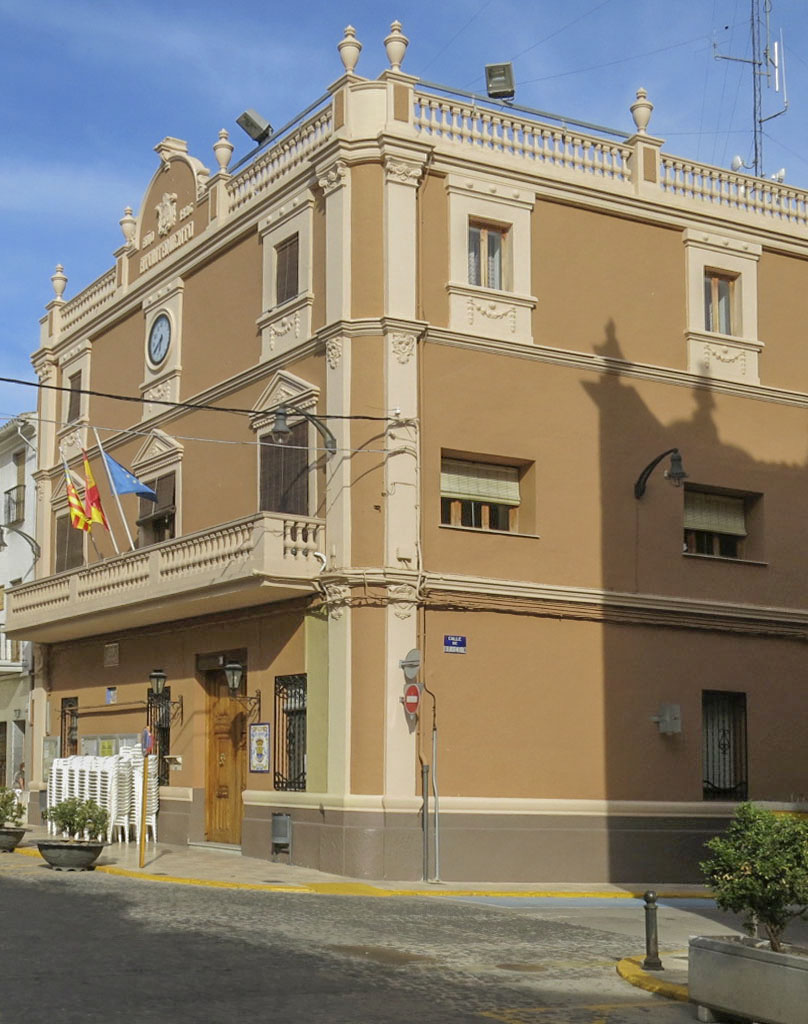
Ayuntamiento de Guadasuar

| 1979-1983 | Vicente Barrios Rosell - 1983 Manuel Lafarga Pals                                                                 | Independiente          |
| 1983-1987 | Manuel Vicente Segura                                                                                             | AP                     |
| 1987-1991 | José Ribera Añó                                                                                                   | PP                     |
| 1991-1995 | Vicent Roig Llobell                                                                                               | PSPV-PSOE              |
| 1995-1999 | José Ribera Añó                                                                                                   | PP                     |
| 1999-2003 | José Ribera Añó                                                                                                   | PP                     |
| 2003-2007 | José Ribera Añó                                                                                                   | PP                     |
| 2007-2011 | José Ribera Añó                                                                                                   | PP                     |
| 2011-2015 | José Ribera Añó                                                                                                   | PP                     |
| 2015-2019 | Salvador Montañana Sanz                                                                                           | Compromís              |
| 2019-2023 | Vicent Estruch Bellver (2019) Moción de Censura Salvador Montañana Sanz (2019-2022) Rosa Almela Ribes (2022-2023) | PP Compromís PSPV-PSOE |
| 2023-act. | Vicent Estruch Bellver                                                                                            | PP                     |

## Patrimonio
- Iglesia parroquial de San Vicente Mártir: Aparece citada ya en 1340. La edificación actual es de 1560, obra del maestro Joan Matalí. Destaca la magnífica portada renacentista exterior (1577-1578).[7] En el siglo XVIII, se efectuaron reformas según el estilo barroco a partir de 1730, entre los cuales destaca la cerámica valenciana de los zócalos. El campanario descansa sobre la torre árabe de la alquería de Guadasuar. Está declarada como Bien de interés cultural.
- Ermita de San Roque: Construcción del siglo XVIII, levantada entre 1769 y 1783 sobre los restos de una primitiva ermita de 1648 que se había levantado como muestra de agradecimiento por la liberación de la epidemia de la peste en el pueblo. Por ello, la ermita está bajo la advocación de San Roque, ya que es el patrón de los enfermos de peste. Consta que fue destruida durante la Guerra de Sucesión en 1710 y que en 1766 amenazaba con derruirse. Esta ermita se caracteriza por seguir el esquema tradicional de ermita valenciana, con un frontón barroco en su fachada que a su vez está cubierta a dos aguas con teja árabe, planta de cruz latina, tres capillas laterales cubiertas por cúpulas de media naranja sobre pechinas y una cúpula barroca en piña con tejas policromas azules y blancas. En su interior, restaurado en 1976, se encuentra una imagen del segundo patrón de la localidad, el Santísimo Cristo de la Peña y de San Roque. En la actualidad, se ha restaurado tanto la cubierta como los muros, ya que ha sido considerada Bien de Relevancia Local, y esta fue subvencionada por la Diputación de Valencia.[8]
- La Casa de la Pedra: Actual Biblioteca municipal, ubicada en el antiguo Convento y colegio de las Hermanas de la Doctrina Católica, una entidad religiosa que se encontraba en funcionamiento desde el 1904, cuando la familiar que disponía del inmueble(posiblemente la familia Ortells) la cedió a la institución cristiana. Considerado Bien de Relevancia Local. En sus orígenes, el edificio era una residencia de tipo palaciego de tradición gótica, descubierto por las restauraciones realizadas para adecuar el emplazamiento a la biblioteca, donde se hallaron ventanales con “festejadors” en la planta superior. Se conoce que su superficie era mayor que la de ahora y se extendía hasta la calle Mayor. En cuanto a su construcción, se especula que puede haber sido efectuada por el mismo maestro picapedrero que construyó la iglesia de San Vicente, Joan Matalí, entre los siglos XVI y XVII, para una familia de alto alcance de Guadassuar cuando el comercio de la seda estaba en pleno auge. La biblioteca fue instaurada durante la II República debido a la alta demanda que esta requería por parte de los jóvenes en los años 1920 y 1930.[9]
- El Cano: Datado en 1401. Gran sifón subterráneo, estrecho y alargado que posibilita el cruce de la Acequia Real del Júcar bajo el cauce del río Magro.[10]
- Alquería Torre Borrero: También conocida como Torre de Carrascal o Casa Tortosa, gran construcción de arquitectura militar con una torre que se empleó en su época para la defensa, dato conocido con posterioridad debido a la aparición de elementos defensivos, como garitas, en las restauraciones que tuvieron que ser realizadas a causa de un terremoto a mitad del siglo XIX. Está ubicada junto a la carretera de Alginet.[8]
- Monumento a los labradores

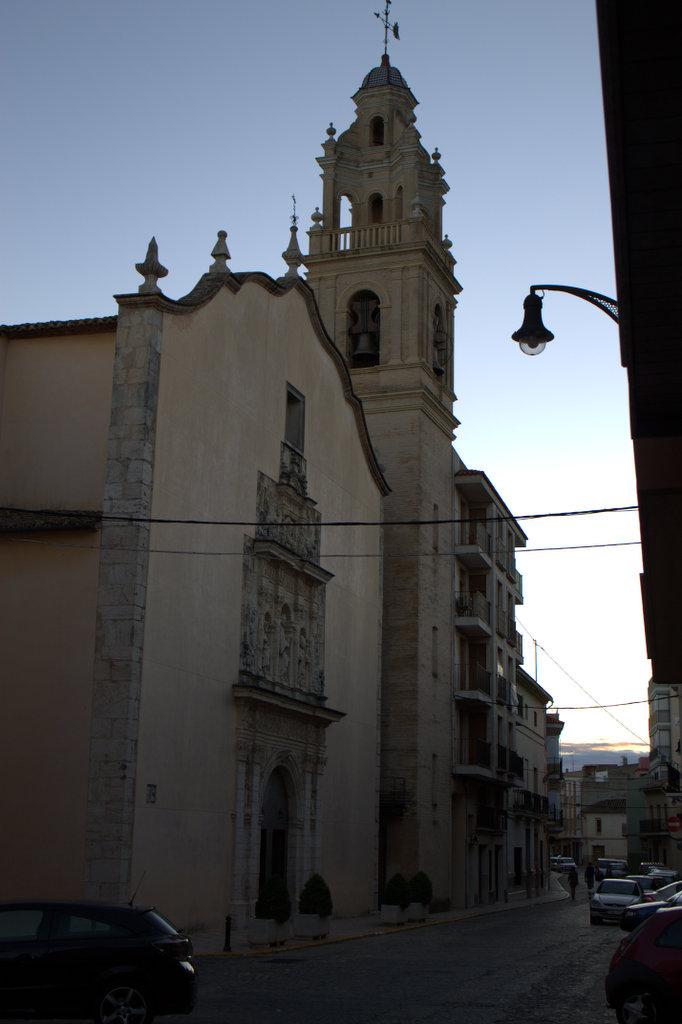
Iglesia parroquial de San Vicente Mártir
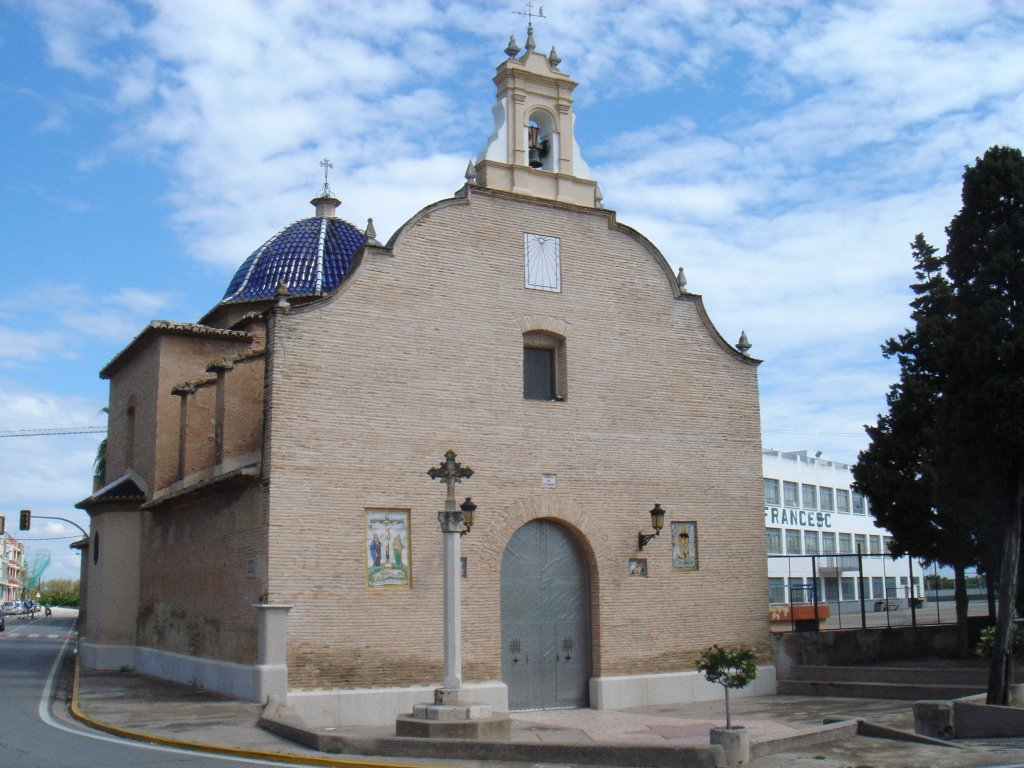
Ermita de San Roque
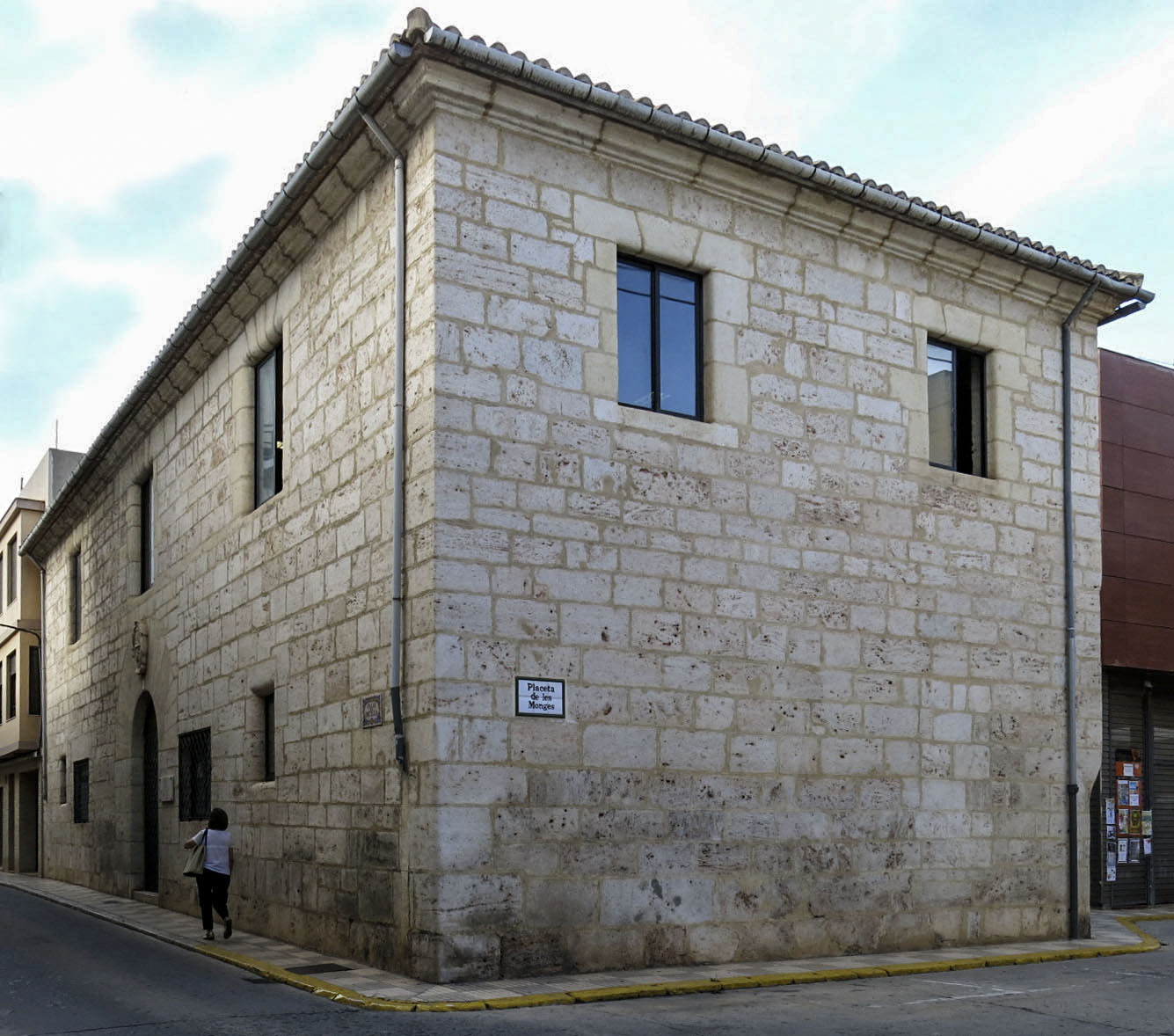
Biblioteca pública municipal
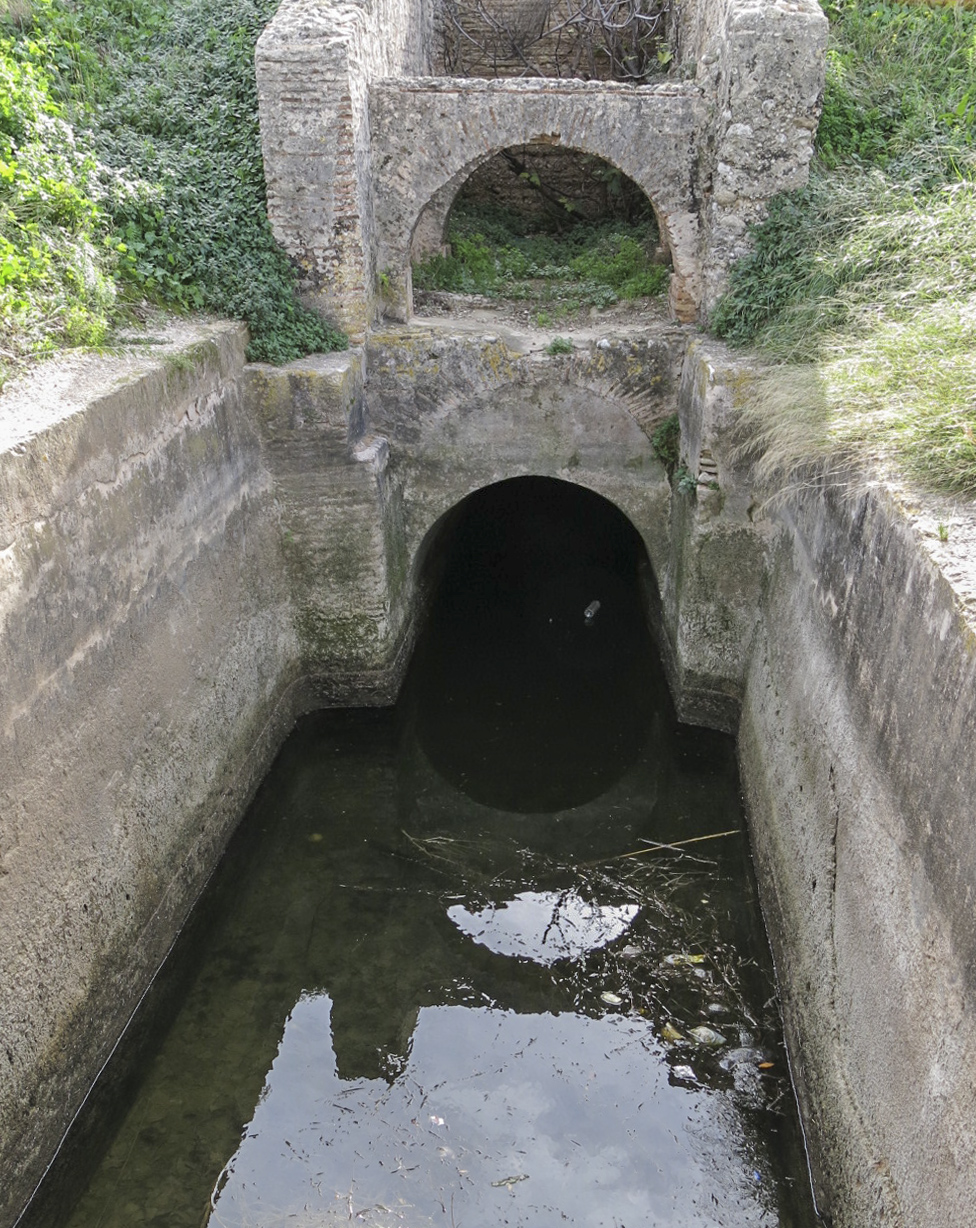
Cano de Guadassuar
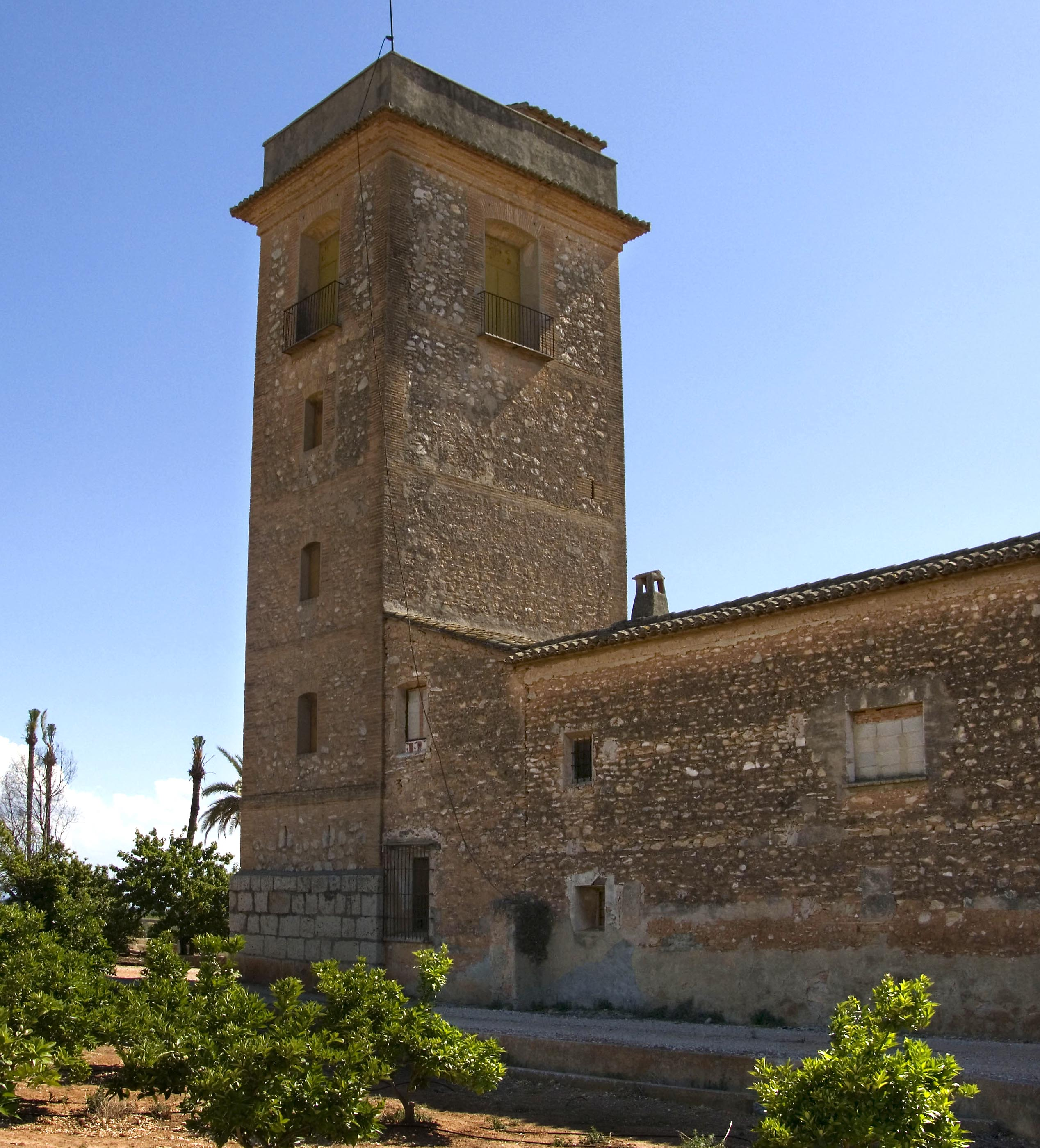
Alquería Torre Borrero
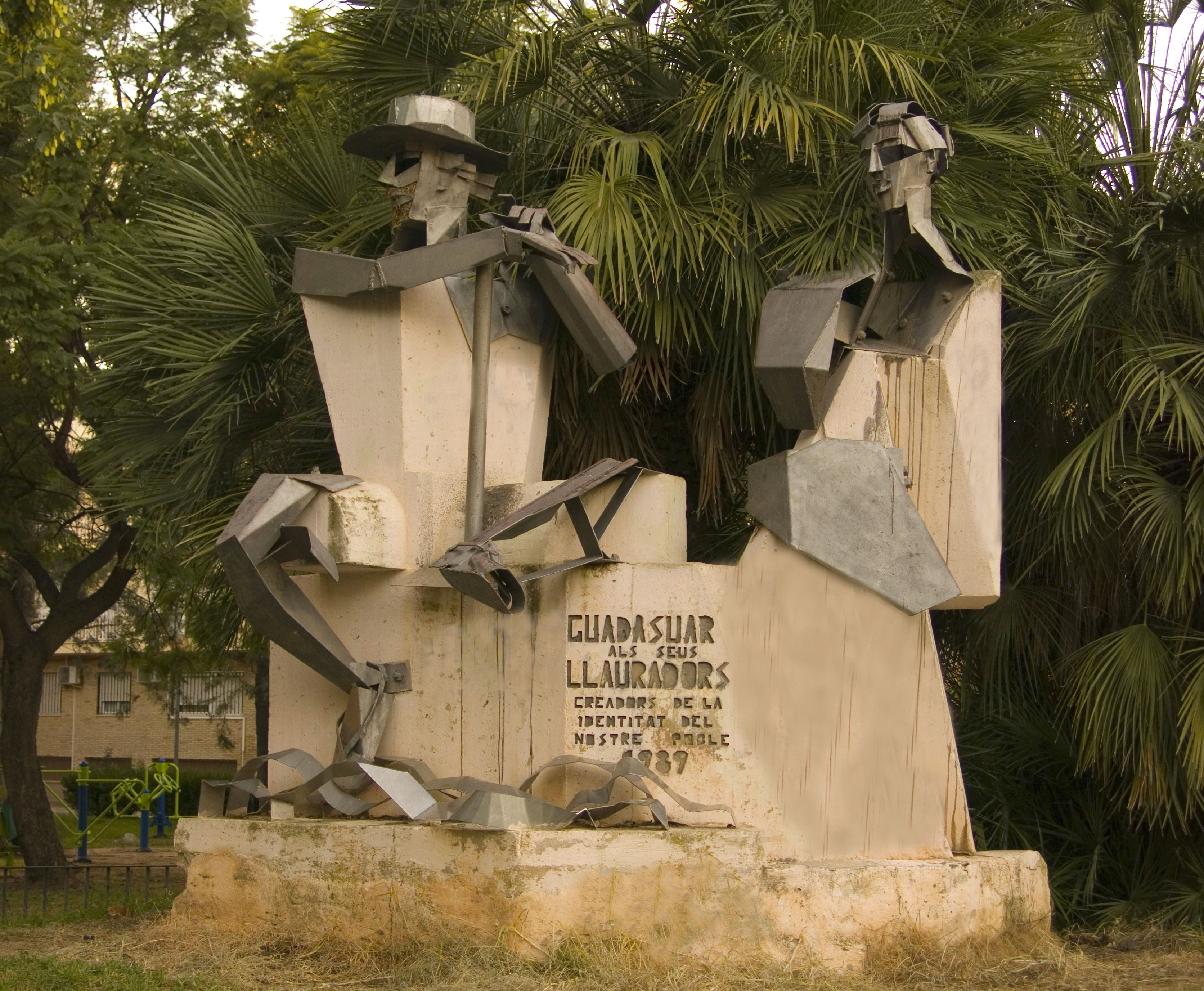
Monumento a los labradores

## Cultura
La tradición musical de Guadasuar está documentada desde el siglo XVI y actualmente está encarnada con la Sociedad Musical Santa Cecilia de Guadasuar, que fue fundada en 1939. En 1980 se creó la Escuela de Música donde se imparten todo tipo de especialidades instrumentales y cuenta con unos 250 alumnos. Además, esta también tiene una orquesta, Banda Joven, Orquesta joven y Coro Infantil. Desde 2006, está dirigida por Juan Carlos Civera. 
El pasado mes de julio (12 de julio de 2008), se alzó con el primer premio de la sección primera del Certamen Internacional de Bandas Ciudad de Valencia.

## Deportes
En la localidad destaca el Guadassuar Club de Fútbol como el club deportivo local por excelencia, dispone de la escuela municipal de fútbol y su campo como instalaciones principales.
A 4 kilómetros de la localidad se encuentra el Aspar Circuit, un complejo del motor que albergará la sede del Aspar Team a partir de 2024. Cuenta con una sede central que alberga las oficinas, restaurante, terraza, sala de briefing y museo; una pista escuela para formar a los más jóvenes en el mundo del motor; boxes profesionales; una pista principal de 2,2 km; una pista de tierra (actualmente no disponible debido a labores de mantenimiento); una pista de karting; la sede del Aspar Team; un trazado kart de competición de 1348 m de largo; y paddock de más de 10 000m2.

## Fiestas locales
- Repartició de la Carn. Antes los quintos, que hacían la fiesta repartían carne a los pobres para que pudieran comer algo caliente el día de la fiesta grande. En la actualidad se hace una cabalgata, la cual abren los "Gegants" y "Cabuts" con carrozas y reparten, confeti, balones, regalos, mistela y los tradicionales rollos. Después hacen el pregón de las fiestas.[13]
- San Vicente Mártir. Se celebra esta fiesta el 22 de enero. Se hace una procesión, pasacalles, mascletás, los amigos van de almuerzo y comida... En general, este día cuenta con un programa extendido de actos, acompañado de otros muchos dedicados al santo martirizado.[14]

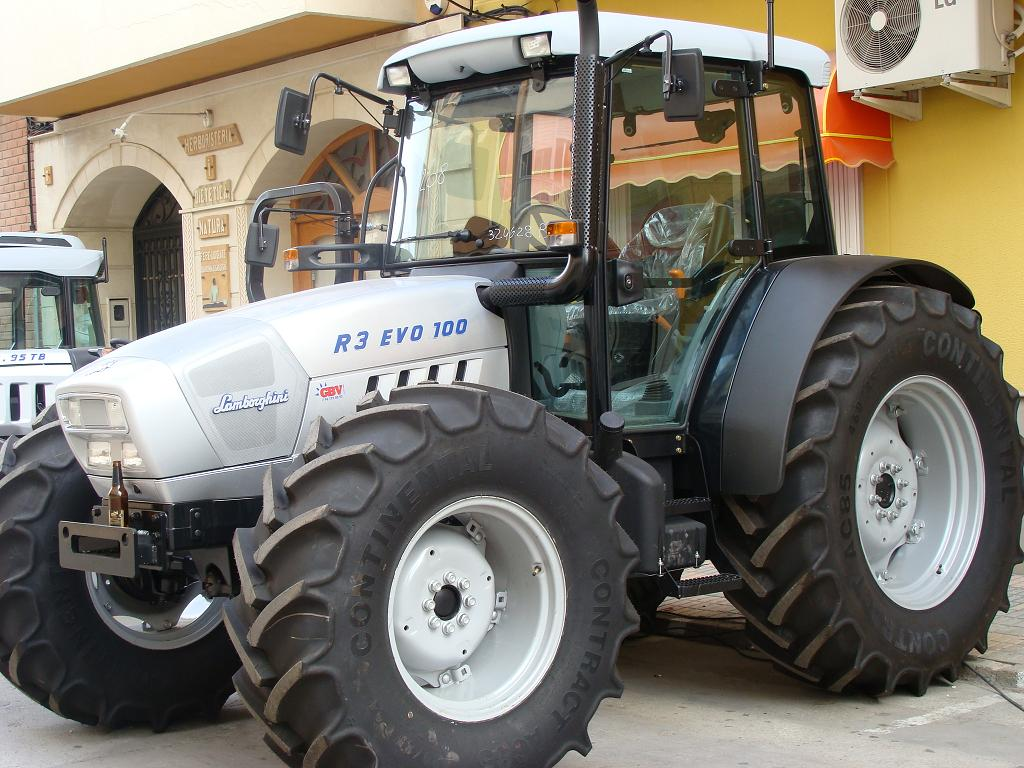
Un tractor Lamborghini expuesto en la Fireta de Guadassuar, 2 de febrero de 2008

- Un tractor Lamborghini expuesto en la Fireta de Guadassuar, 2 de febrero de 2008La Divina Aurora. Se celebra el día 23 de enero. Las mujeres de los festeros de San Vicente son las festeras de la Aurora, también hay procesión, pasacalle, pero no se hace tanta fiesta como el día 22.[15]

Es también por estas fechas la realización de la Fireta de Guadasuar, tradicionalmente dedicada a las técnicas agrícolas y originalmente, a los animales de uso agropecuario.
- Santísimo Cristo de la Peña. Tiene lugar el 6 de agosto. La celebración se basa en el lanzamiento de salvas, uno por cada miembro de los festeros y festeras del Santísimo Cristo de la Penya del año correspondiente. A las 12:00 h se realiza una misa, a las 20:30 h la procesión y a las 23:00 h una cena de hermandad acompañada de verbena.[17]
- Mare de Déu la Misericordia. Tiene lugar el día 7 de agosto. A las 20:30 h se realiza una procesión desde la iglesia parroquial hasta la plaza del Ravalet, donde se dispara un castillo de fuegos artificiales.[17]
- El día 15 de agosto se celebra la Asunción y el 16 San Roque. Durante la última semana completa de agosto se celebran Las Danzas de Guadasuar, Les Danses de Guadassuar, declaradas como Patrimonio cultural y Fiestas de Interés Turístico.[18] La tradición comienza cuando Jaime I el Conquistador visitó Guadasuar después de conquistar Valencia. Hasta hace un tiempo, en el ayuntamiento se conservaba la silla que le sacaron para que contemplara el baile que le había preparado la gente de Guadasuar.
- Divendres de mes. Todos los primeros viernes de cada mes, los amigos y amigas en cuadrillas quedan para cenar y salir de fiesta, dando paso a que gente de varias poblaciones se unan a la fiesta, y creando un punto de encuentro en la Ribera Alta.[19]

## Gastronomía
Sin duda alguna el plato estrella en todos los pueblos de la Ribera como en los valencianos es la paella. Puede comerse de cientos de maneras, la habitual con judías planas, garrofón, pollo y conejos, pero también existen otras variantes, con coliflor y pollo, con coliflor y bacalao, con alcachofas y habas y por supuesto con pescado. También se encuentra una nueva variante llamada Arròs de Sant Vicent, que lleva calabaza y naranja, basándose en un arroz tradicional con productos típicos de la zona adheridos. Destaca la panadería por su elaboración artesanal y pastelería, en especial la "Tarta Fabiola" los llamados "rollos de San Vicente" se pueden degustar el día de la "Repartición de la carne" en la "Feria de San Vicente".

## Gota Fría 2024
El 29 de octubre de 2024, la Comunidad Valenciana se vio afectada por un episodio de lluvias intensas que provocó acumulaciones pluviales sin precedentes en el territorio. Las precipitaciones, de carácter torrencial, causaron el desbordamiento de varios ríos y barrancos, generando inundaciones que superaron los 200 mm en algunas zonas afectadas.
Este episodio de Depresión Aislada en Niveles Altos (DANA) tuvo consecuencias especialmente graves en 75 municipios de la provincia de Valencia, entre los que destacaron las comarcas de la Ribera Alta, la Ribera Baja y la Huerta Sur como las más perjudicadas en cuanto a superficie anegada. Las inundaciones ocasionaron importantes daños económicos y humanos, con un balance total de 227 víctimas mortales en la provincia.
En la localidad de Guadassuar, la gota fría provocó el desbordamiento del río Magro, lo que causó la inundación de todas las calles del municipio. El barro dejó importantes desperfectos en 850 viviendas situadas en plantas bajas, de las cuales 502 quedaron totalmente inhabilitadas, especialmente en la zona más próxima al cauce. En estas el nivel del agua superó el metro y medio de altura. Además de los daños materiales, en el término municipal se hallaron dos de las víctimas mortales.